# Općinska nogometna liga Zadar 1979./80.
Općinsku nogometnu lgu Zadar za sezonu 1979./80. je osvojio "Smoković". U ligi je sudjelovalo 12 klubova, te je bila liga šestog stupnja prvenstva Jugoslavije u ovoj sezoni.

## Ljestvica
| mj. | klub                     | ut. | pob. | ner. | por. | gol+ | gol- | bod     |
| --- | ------------------------ | --- | ---- | ---- | ---- | ---- | ---- | ------- |
| 1.  | Smoković                 |     |      |      |      |      |      | 38      |
| 2.  | Polača                   |     |      |      |      |      |      | 37      |
| 3.  | Jedinstvo Islam Grčki    |     |      |      |      |      |      | 27      |
| 4.  | Borac Smilčić            |     |      |      |      |      |      | 25      |
| 5.  | Zemunik (Zemunik Donji)  |     |      |      |      |      |      | 22      |
| 6.  | Goran Zaton              |     |      |      |      |      |      | 21      |
| 7.  | Hajduk Pridraga          |     |      |      |      |      |      | 20      |
| 8.  | Dalmatinac Crno          |     |      |      |      |      |      | 19 (-2) |
| 9.  | Nova Zora Filipjakov     |     |      |      |      |      |      | 13 (-4) |
| 10. | Raštane (Gornje Raštane) |     |      |      |      |      |      | 11      |
| 11. | Croatia Turanj           |     |      |      |      |      |      | 9       |
| 12. | Jedinstvo Benkovac       |     |      |      |      |      |      | 6       |

- Filipjakov – tadašnji naziv za Sveti Filip i Jakov

## Rezultatska križaljka
| kratica | klub                     | BOR | CRO | DAL | GOR | HAJ | JEDB | JEDIG | NOVZ | POL | RAŠ | SMO      | ZEM |
| --- | ------------------------ | --- | --- | --- | --- | --- | ---- | ----- | ---- | --- | --- | -------- | --- |
| BOR | Borac Smilčić            |     |     |     |     |     |      |       |      |     | 2:0 |          |     |
| CRO | Croatia Turanj           |     |     |     |     |     |      |       |      |     | 1:2 |          |     |
| DAL | Dalmatinac Crno          |     |     |     |     |     |      |       |      |     | 7:1 |          |     |
| GOR | Goran Zaton              |     |     |     |     |     |      |       |      |     | 1:3 |          |     |
| HAJ | Hajduk Pridraga          |     |     |     |     |     |      |       |      |     | 5:0 |          |     |
| JEDB | Jedinstvo Benkovac       |     |     |     |     |     |      |       |      |     |     |          |     |
| JEDIG | Jedinstvo Islam Grčki    |     |     |     |     |     |      |       |      |     | 2:0 |          |     |
| NOVZ | Nova Zora Filipjakov     |     |     |     |     |     |      |       |      |     | 1:0 |          |     |
| POL | Polača                   |     |     |     |     |     |      |       |      |     | 2:0 |          |     |
| RAŠ | Raštane (Gornje Raštane) | 2:3 | 2:1 | 3:2 | 1:2 | 0:4 |      | 2:4   | 2:3  | 2:0 |     | 0:3 p.f. | 2:2 |
| SMO | Smoković                 |     |     |     |     |     |      |       |      |     | 3:4 |          |     |
| ZEM | Zemunik (Zemunik Donji)  |     |     |     |     |     |      |       |      |     | 8:0 |          |     |
| |                          |     |     |     |     |     |      |       |      |     |     |          |     |
| podebljan rezultat - utakmice od 1. do 11. kola (1. utakmica između klubova) rezultat normalne debljine - utakmice od 12. do 22. kola (2. utakmica između klubova) rezultat nakošen - nije vidljiv redoslijed odigravanja međusobnih utakmica iz dostupnih izvora rezultat nakošen i smanjen * - iz dostupnih izvora nije uočljiv domaćin susreta prekrižen rezultat - poništena ili brisana utakmica p - utakmica prekinuta 3:0 p.f. / 0:3 p.f. - rezultat 3:0 bez borbe n.i. - utakmica nije odigrana |                          |     |     |     |     |     |      |       |      |     |     |          |     |

 Izvori:

## Unutarnje poveznice
- Međuopćinska liga Zadar – Šibenik 1979./80.